# 栗山久次郎
栗山 久次郎（くりやま きゅうじろう、1853年5月3日〈嘉永6年3月26日〉 - 1934年〈昭和9年〉1月19日）は、日本の篤農家、政治家・東京府荏原郡碑衾村長、地主。

## 人物
武蔵国出身。栗山家の長男として誕生した。農業を営んだ。1887年（明治20年）5月20日に衾村戸長となった。町村制施行後、1889年（明治22年）6月15日から1909年（明治42年）3月31日まで碑衾村長を5期務めた。また、1898年（明治31年）には碑衾村会議員に当選して、1929年（昭和4年）まで務めた。1911年（明治44年）には荏原郡会議員に当選した。
自由が丘学園の創立者手塚岸衛の意見に共鳴して自分の土地を貸し、町名もそれまでの谷畑（やはた）から「自由が丘」に改名することを決断した。住所は目黒区自由が丘。
自由が丘熊野神社に銅像が建てられている。

## 栄典
- 1906年（明治39年）4月1日 - 勲七等青色桐葉章[13][14]